# Петков, Мартин
Ма́ртин Детели́нов Пе́тков (болг. Мартин Детелинов Петков; родился 15 августа 2002 года, София, Болгария) — болгарский футболист, нападающий клуба «Септември (София)».

## Клубная карьера
Мартин Петков родился в Софии и является воспитанником «Левски». 14 апреля 2019 года дебютировал в 16 лет и 8 месяцев в матче против «Лудогорца», выйдя на замену Станиславу Иванову. 25 сентября 2019 года забил свой первый гол за клуб в ворота «Спартак Варна». В последнем туре чемпионата против «Арда» забил свой первый гол в чемпионате Болгарии. Всего за клуб сыграл 69 матчей, где забил 6 мячей.
16 января 2022 года перешёл в «Черноморец». Из-за вторжения перешёл в «Славию». В первом же матче против забил гол. Всего за клуб сыграл 13 матчей, где забил гол.
3 июля 2022 года покинул «Славию», после чего перешёл в «Септември». За клуб дебютировал в матче против футбольного клуба «Локомотив Пловдив». В матче против «Пирин Благоевград» отдал голевой пас и оформил дубль.

## Карьера в сборной
Играл за сборные Болгарии до 17, 19 и до 21 года.